# 2022–2023-as magyar gyeplabdabajnokság
A 2022–2023-as magyar gyeplabdabajnokság a kilencvenharmadik gyeplabdabajnokság volt. A bajnokságban négy csapat indult el, a csapatok három kört játszottak, majd 1 győzelemig tartó play-off rendszerű rájátszásban döntöttek a végső helyezésekről.

## Alapszakasz
| #  | Csapat                     | M | Gy | D | V | G+ | G- | P  |
| -- | -------------------------- | - | -- | - | - | -- | -- | -- |
| 1. | Soroksári HC               | 9 | 7  | 1 | 1 | 42 | 8  | 22 |
| 2. | Építők HC                  | 9 | 7  | 1 | 1 | 30 | 4  | 22 |
| 3. | Grassalkovich Soroksári HC | 9 | 2  | 0 | 7 | 11 | 31 | 6  |
| 4. | Szt. László DSE            | 9 | 1  | 0 | 8 | 2  | 42 | 3  |

* M: Mérkőzés Gy: Győzelem D: Döntetlen V: Vereség G+: Ütött gól G-: Kapott gól P: Pont

## Rájátszás
Elődöntő: Soroksári HC–Szt. László DSE 6–0 és Építők HC–Grassalkovich Soroksári HC 5–2
3. helyért: Grassalkovich Soroksári HC–Szt. László DSE 3–4
döntő: Soroksári HC–Építők HC 6–7